# 辛普森 (伊利諾伊州)
辛普森（英語：Simpson）是位於美國伊利諾伊州約翰遜縣的一個村落。

## 地理
辛普森的座標為37°28′05″N 88°45′23″W / 37.46806°N 88.75639°W，而該地最高點為海拔高度118米（即387英尺）。

## 人口
根據2010年美國人口普查的數據，辛普森的面積為1.36平方千米，當中陸地面積為1.36平方千米，而水域面積為0.00平方千米。當地共有人口60人，而人口密度為每平方千米44人。